# Azoospermi
Azoospermi är den medicinska termen för att sädesvätska saknar spermier. Detta till skillnad från tillståndet när ingen eller mycket lite sädesvätska ejakuleras (aspermi). Tillståndet är förknippat med infertilitet.
Azoospermi kan antingen bero på att mannen inte kan producera några spermier eller på att spermierna inte kan ta sig fram genom ejakulationen. Det kan dock finnas spermier i testiklarna. Azoospermi kan bero på en störning i hormonproduktionen, direkt vid en endokrin störning eller indirekt (som vid fetma). Det kan ha anatomiska orsaker: testiklarna kan sakna förmåga att bilda spermier som vid flera genetiska sjukdomar, eller bero på hypogonadotropism. Azoospermi kan också uppkomma som biverkning till läkemedel eller annan vård, eller vid drogmissbruk.
Tillståndet påminner om oligozoospermi (när det är få spermier) och nekrospermi (när spermierna är döda).